# Los Huertos (Orihuela)
Los Huertos es un barrio residencial de las afueras de la localidad de Orihuela, en la comarca de la Vega Baja del Segura, en Alicante. Cuenta con 113 habitantes.
Celebra sus fiestas en honor de la Virgen del Perpetuo Socorro en junio.
Además, cuenta con un recinto ferial recientemente instalado en el antiguo camino viejo de Almoradí donde se han realizado los conciertos de Amaral, Operación Triunfo entre otros.